# Xu Yan (Judoka)
Xu Yan (chinesisch 许岩; * 4. November 1981 in Peking) ist eine ehemalige chinesische Judoka, die 2008 Olympiadritte im Leichtgewicht, der Gewichtsklasse bis 57 Kilogramm war.
Die 1,66 m große Xu Yan siegte 2002 bei den Weltmeisterschaften der Studierenden. 2003 belegte sie den siebten Platz bei den Weltmeisterschaften in Osaka. Im gleichen Jahr war sie Fünfte der Asienmeisterschaften. 
Bei den Asienspielen 2006 gewann sie den Titel durch einen Finalsieg über die Japanerin Aiko Satō. Im Jahr darauf erreichte sie das Finale der Asienmeisterschaften, dort unterlag sie Aiko Satō. Aiko Satō und Xu Yan trafen auch im Viertelfinale der Olympischen Spiele 2008 in Peking aufeinander, die Chinesin siegte mit einer Yuko-Wertung. Im Halbfinale verlor sie gegen die Niederländerin Deborah Gravenstijn mit Waza-ari. Den Kampf um eine Bronzemedaille gegen die Französin Barbara Harel gewann die Chinesin nach 2:09 Minuten.